# Рустамова-Тогиди, Солмаз
Солмаз Али кызы Рустамова-Тогиди (азерб. Solmaz Əli qızı Rüstəmova-Tohidi; р. 20 февраля 1953, Баку) — азербайджанский учёный, историк-востоковед. Доктор исторических наук, профессор. Ведущий научный сотрудник отдела истории и экономики Ирана Института востоковедения им. академика З. М. Буниятова НАНА. Заслуженный деятель науки Азербайджана (2018).
Автор 6 книг, 50 оригинальных статей и более 100 разных научных публикаций — рефератов, отзывов и т. д. Научный редактор 7 книг, составитель 4 коллекций документов и периодической печати.
Круг научных интересов, география и тематика её научных работ: политическая история Кавказа, Азербайджана, Ирана и Турции в первой половине XX века, история печати этих стран, история идеологий, история Коминтерна, история национально-освободительных движений, теоретические аспекты и история репрессий и депортаций, история миграций, история иранской общины на Кавказе. Работы публиковались в Азербайджане, России, Иране, Турции, Великобритании, Нидерландах, Австрии, Грузии, Узбекистане, Казахстане; на следующих языках: азербайджанский, русский, английский, турецкий, фарси. За последние 10 лет участвовала в работе свыше 20 международных научных конференций.
С 1995 года представитель Международного института социальной истории (Амстердам, Нидерланды) по Кавказу, с 2010 года по Кавказу и Средней Азии.
Основные научные труды:
- Коммунистическая пресса Ирана в эмиграции. 1917—1932 гг. 1985, 145 стр. (на фарси);
- Бакинские документы. Объединенный каталог азербайджанской, турецкой (османской), фарсидской и арабской периодики в Азербайджанской Республике. (совместно с Т. Атабаки), Taurus Academic Studies. — Лондон, 1995, 332 стр. (на английском);
- Восточная политика Коминтерна и Иран. 1919—1943. — Баку, Хазар пресс, 2001, 507 стр.(на азербайджанском яз.)
- Март 1918 г. Баку. Азербайджанские погромы в документах. — Баку, Индиго-пресс, 2009, 864 стр. (на русском яз.)
- Куба. Апрель-май 1918 г. Мусульманские погромы в документах. — Баку, 2010, 554 стр. (на русском яз.)
- Азербайджанские погромы в Шемахе. 1918 год. (На основе документов Чрезвычайной Следственной Комиссии Азербайджанской Демократической Республики). — М.: АП «Столица», 2016 — 486 с.